# Liste der katarischen Botschafter in Osttimor

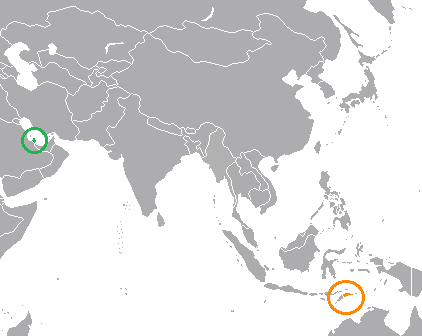
Katar (grün) und Osttimor (orange)

Diese Liste führt die katarischen Botschafter in Osttimor auf.

## Liste der Botschafter
Es ist unklar, inwieweit die katarischen Botschafter in Jakarta vor 2012 für Osttimor zuständig waren. Diese waren: Abdullah bin Mohammed al-Marri (2001–2003), Yousef Bin Khalifa Al-Sada (2005–2008) und Ahmed bin Abdullah Al Mohannadi (2008–2011).
| Name                                  | Amtszeit       | Anmerkungen                                                          |       |
| Katar                                 | Katar          | Katar                                                                | Katar |
| ------------------------------------- | -------------- | -------------------------------------------------------------------- | ----- |
| ?                                     |                |                                                                      |       |
| Mohammed Bin Khater Ibrahim Al-Khater | 2012–2016      | [ 1 ] [ 2 ]                                                          |       |
| Ahmed bin Jasim al-Hamar              | 2016/2017–2019 | Botschafter in Indonesien seit 2016 Akkreditierung: 19. Februar 2017 |       |
| Fauziya Edrees Al-Sulaiti             | seit 2020/2021 | Akkreditierung (virtuell): 11. November 2021                         |       |